# Museo Nacional de Mujeres Artistas
El Museo Nacional de Mujeres Artistas (en inglés, National Museum of Women in the Arts, NMWA), es un museo ubicado en Washington D.C. dedicado al reconocimiento de los logros de las mujeres en las artes visuales, interpretativas y literarias. El NMWA fue creado en 1981 por Wallace y Wilhelmina Holladay. Desde su apertura en 1987, el museo ha adquirido una colección de más de 4500 pinturas, esculturas, obras sobre papel y arte decorativo. Entre su colección se incluyen obras de Mary Cassatt, Frida Kahlo, y Élisabeth Louise Vigée-Le Brun. El museo se ubica en el edificio del antiguo Templo Masónico que forma parte del Registro Nacional de Lugares Históricos de Estados Unidos. 

## Historia
El museo fue fundado con el objetivo de cuestionar la historia tradicional del arte. Se dedica a descubrir y dar a conocer a mujeres artistas que han sido ignoradas o no reconocidas, y a asegurar el lugar de las mujeres en el arte contemporáneo. La fundadora del museo, Wilhelmina Cole Holladay, y su esposo Wallace F. Holladay comenzaron a coleccionar arte en la década de 1960, justo cuando la academia empezaba a discutir la representación insuficiente de las mujeres en las colecciones del museo y en las principales exposiciones de arte. Impresionados por una pintura flamenca de bodegones del siglo XVII de Clara Peeters que vieron en Europa, buscaron información sobre Peeters y descubrieron que los textos canónicos de la historia del arte, (la History of Art de H.W. Janson) no incluía a Peeters, ni a ninguna otra artista femenina. Se comprometieron a recolectar obras de arte de mujeres y eventualmente a crear un museo y un centro de investigación.
El Museo Nacional de las Mujeres en las Artes se creó en diciembre de 1981 como un museo privado sin fines de lucro, y la donación de los Holladay se convirtió en el núcleo de la colección permanente de la institución. Después de comprar y renovar  un antiguo Templo Masónico, el NMWA abrió sus puertas en abril de 1987 con la exposición inaugural "American Women Artists, 1830–1930". Para subrayar su compromiso de aumentar la atención prestada a las mujeres en todas las disciplinas, NMWA encargó a la compositora ganadora del Premio Pulitzer, Ellen Zwilich, que escribiera Concierto para dos pianos y orquesta, inspirado en cinco pinturas de la colección permanente, para un concierto de apertura. En noviembre de 1997, se abrió el ala Elisabeth A. Kasser, que agregó dos nuevas galerías, una tienda de museo más grande y una sala de recepción. Actualmente, la directora Susan Fisher Sterling dirige un equipo de más de 30 personas.

### Edificio
En 1983, el NMWA adquirió un lugar muy conocido de más de siete mil trescientos metros cuadrados, que anteriormente fue un templo masónico, para albergar sus obras. Inicialmente diseñado por el arquitecto Waddy B. Wood, el edificio principal se acabó en 1908 y la estructura original está en el Inventario de Lugares Históricos del DC así como en el Registro Nacional de Lugares Históricos. Después de amplias renovaciones, el museo abrió al público el 7 de abril de 1987. El ala Elizabeth A. Kasser abrió el 8 de noviembre de 1997 con lo que el complejo alcanzaba unas dimensiones de más de siete mil ochocientos metros cuadrados.

### Wilhelmina Cole Holladay
Wilhelmina Cole Holladay es la fundadora y presidenta del Consejo del Museo Nacional de Mujeres Artistas. Desde que descubrió que las mujeres artistas han sido históricamente omitidas en los libros de arte universitarios, Wilhelmina Cole Holladay se ha marcado como objetivo traer a la luz pública los logros de las mujeres a través de la colección, exposición e investigación de mujeres artistas de todas las nacionalidades y épocas.
Holladay creó comités individuales de más de mil personas voluntarias de 27 estados y 7 países, para dar oportunidades educativas a menores a través de colaboraciones con escuelas y otros grupos comunales (como las Girl Scout de Estados Unidos), así como proporcionar oportunidades para personas adultas de participar y animar el arte en comunidades locales por todo el mundo.
El interés de la Sra. Holladay en el arte despertó siendo una estudiante en el Elmira College de Nueva York, donde estudió historia del arte, seguido por un trabajo de graduada en la Universidad de París. Aparece en las listas Who’s Who of American Women («Quién es quién de mujeres estadounidenses»), Who’s Who in American Art («Quién es quién en el arte estadounidense»), Who’s Who in the World («Quién es quién en el mundo»), y tiene muchos títulos honorarios y premios a su trabajo en la comunidad artística. En 2006 recibió la Medalla Nacional de las Artes en Estados Unidos y la Legión de Honor del gobierno francés. En 2007 Holladay recibió la Medalla de Oro de las Artes del National Arts Club en Nueva York.

## Exposiciones
Desde 1987 con «American Women Artists, 1830-1930», el NMWA ha celebrado más de 200 exposiciones que incluyen: 
- «Julie Taymor: Playing With Fire», 16 de noviembre de 2000–4 de febrero de 2001;
- «Grandma Moses in the 21st Century», 15 de marzo a 10 de junio de 2001;
- «Places of Their Own: Emily Carr, Georgia O'Keeffe, and Frida Kahlo», 8 de febrero a 12 de mayo de 2002;
- «An Imperial Collection: Women Artists from the State Hermitage Museum», 14 de febrero a 18 de junio de 2003;
- «Nordic Cool: Hot Women Designers», 23 de abril a 12 de septiembre de 2004;
- «Berthe Morisot: An Impressionist and Her Circle», 14 de enero a 8 de mayo de 2005;
- «Alice Neel’s Women», 28 de octubre de 2005 a 15 de enero de 2006;
- «Divine and Human: Women in Ancient Mexico and Peru», 3 de marzo a 28 de mayo de 2006; y
- «Dreaming Their Way: Australian Aboriginal Women», 30 de junio a 24 de septiembre de 2006.
- Women Who Rock: Vision, Passion, Power (Sep. 7, 2012–Jan. 6, 2013)
- Lois Mailou Jones: A Life in Vibrant Color (Oct. 9, 2010–Jan. 9, 2011)
- Royalists to Romantics: Women Artists from the Louvre, Versailles, and Other French National Collections (Feb. 24–Jul. 29 2012)

## Colección permanente
La colección permanente actualmente contiene obras de casi mil artistas. Entre las más antiguas está el Retrato de una noble, obra de Lavinia Fontana, hacia 1580. 

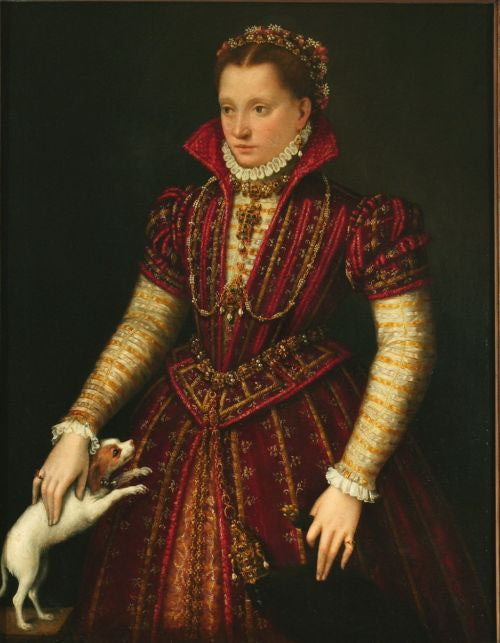
Retrato de una noble, de Lavinia Fontana, h. 1580, posiblemente el más antiguo lienzo de la colección permanente del museo.

### Artistas del siglo XVIII y anteriores
Aparte de Lavinia Fontana, otras obras de artistas anteriores al siglo XVIII son: Rosalba Carriera: Alegoría de América, h. 1730; Louisa Courtauld: Bandeja de plata de Jorge III, 1777; Marguerite Gérard: Preludio a un concierto, h. 1810; Angelika Kauffmann: La familia del conde de Gower, 1772; Adélaïde Labille-Guiard, Supuesto retrato de la Marquesa de Lafayette; Judith Leyster: El concierto (h. 1633); Marianne Loir: Supuesto retrato de la Señora Geoffrin; Charlotte Mercier: Retrato de Madeleine Marie Agathe Renée de la Bigotière de Perchambault, 1757; Retrato de Olivier-Joseph Le Gonidec, 1757; Maria Sibylla Merian: Láminas de la «Disertación sobre las generaciones de insectos y metamorfosis en Surinam», 1719; Marie-Geneviève Navarre: Retrato de una mujer joven, 1774; Clara Peeters: Bodegón con un pez y un gato; Rachel Ruysch: Rosas, convulvulus, amapolas y otras flores en una urna sobre una cornisa de piedra, h. 1745; Elisabetta Sirani: La Virgen María con el Niño Jesús y San Juan Bautista y Marie-Louise-Élisabeth Vigée-Lebrun: Retrato de la princesa Belozersky, 1798.

### Artistas del siglo XIX
Cecilia Beaux: Retrato de Ethel Page (Señora de James Large), 1884; Rosa Bonheur: Oveja junto al mar, 1865; Jennie Augusta Brownscombe: Joven sueño de amor, 1887; Mary Cassatt: El baño, 1891; Camille Claudel: Muchacha joven con una gavilla, h. 1890; Elizabeth Jane Gardner: El pastor David, h. 1895; Berthe Morisot: La jaula, 1885; Lago en el Bois de Boulogne, 1887; Sarah Miriam Peale: Retrato de Isaac Avery y Retrato de Susan Avery, 1821; Lilla Cabot Perry: Dama con un jarrón de violetas, h. 1910; Retrato de Elsa Tudor, h. 1898, y Lilly Martin Spencer: La artista y su familia en un pícnic del cuatro de julio, h. 1864; 

### Artistas de los siglosXXyXXI
Lola Álvarez Bravo: De Generación en Generación, h. 1950; Alice Bailly: Autorretrato, 1917; Louise Bourgeois: Fabricación I, 1994; Elizabeth Catlett: Cantando sus canciones, 1992; Louise Dahl-Wolfe: Ophelia, Nashville, 1932; Carson McCullers, 1940; Lesley Dill: El cuerpo poético - Guantes, Orejas, Ojos, 1992; Elaine Fried de Kooning: Baco n.º 3, 1978; Jardín del Luxemburgo, 1977; Sonia Delaunay: Estudio para «Portugal», h. 1937; Dorothy Dehner: Mirando al Norte F, 1964; Eulabee Dix: Retrato de Ethel Barrymore, h. 1905; Muchacho pelirrojo, h. 1915; Retrato de Betty Sadler, h. 1936; Helen Frankenthaler: Ponti, 1973; Nancy Graves: Rheo, 1975; Grace Hartigan: Dos de diciembre, 1959; Eva Hesse: Estudio para escultura, 1967; Malvina Hoffmann: Anna Pavlova, 1926; Frida Kahlo: Autorretrato dedicado a León Trotsky, 1937; Ida Kohlmeyer: Chófer, 1956; Käthe Kollwitz: Descansa en la paz de sus manos, 1936; El adiós, 1940; Lee Krasner: The Springs, 1964; Lotte Laserstein: Toilette matinal, 1930; Marie Laurencin: Retrato de una joven con sombrero, h. 1950; Doris Lee: Cerezas al sol (Siesta), h. 1941; María Montoya Martínez: Jarro, h. 1939; Joan Mitchell: Sale Neige, 1980; Gabriele Münter: Staffelsee en otoño, 1923; Desayuno de los pájaros, 1934; Elizabeth Murray: Bright Dark Release, 1975; Alice Neel: T.B. Harlem, 1940; Louise Nevelson: Columna blanca (de Fiesta de boda de Dawn), 1959; Marina Núñez del Prado: Madre y Niño, 1967; Georgia O'Keeffe: Pera de aligator en un cesto, 1921; Hollis Sigler: Besar los espíritus: ahora, así es de verdad, 1993; Jaune Quick-to-See Smith: Indian, Indio, Indigenous, 1992; Joan Snyder: ¿Podemos volcar nuestra rabia en la poesía?, 1985; Alma Woodsey Thomas: Orión, 1973; Suzanne Valadon: Ramo de flores en un jarrón imperio, 1920; La muñeca abandonada, 1921; Niña sobre un murete, 1930 y Marguerite Thompson Zorach: Desnudo reclinado, 1922.